# Okres Kamień
Okres Kamień (polsky Powiat kamieński) je okres v polském Západopomořanském vojvodství. Rozlohu má 1006,65 km² a v roce 2023 zde žilo 44 316 obyvatel. Sídlem správy okresu je město Kamień Pomorski.

## Gminy
Městsko-vesnické:
- Dziwnów
- Golczewo
- Kamień Pomorski
- Międzyzdroje
- Wolin

Vesnická:
- Świerzno

## Města
- Dziwnów
- Golczewo
- Kamień Pomorski
- Międzyzdroje
- Wolin

## Sousední okresy
| Růžice kompasu |           |              |                   | Růžice kompasu |
| Růžice kompasu | Svinoústí | Sever        | Gryfice           | Růžice kompasu |
| Růžice kompasu | Svinoústí | Okres Kamień | Gryfice           | Růžice kompasu |
| Růžice kompasu | Svinoústí | Jih          | Gryfice           | Růžice kompasu |
| Růžice kompasu | Police    | Goleniów     | Goleniów, Gryfice | Růžice kompasu |